# Psorula
Psorula är ett släkte av lavar som beskrevs av Gotthard Schneider. Psorula ingår i familjen Psoraceae, ordningen Lecanorales, klassen Lecanoromycetes, divisionen sporsäcksvampar och riket svampar.
Släktet innehåller bara arten Psorula rufonigra.

## Bildgalleri

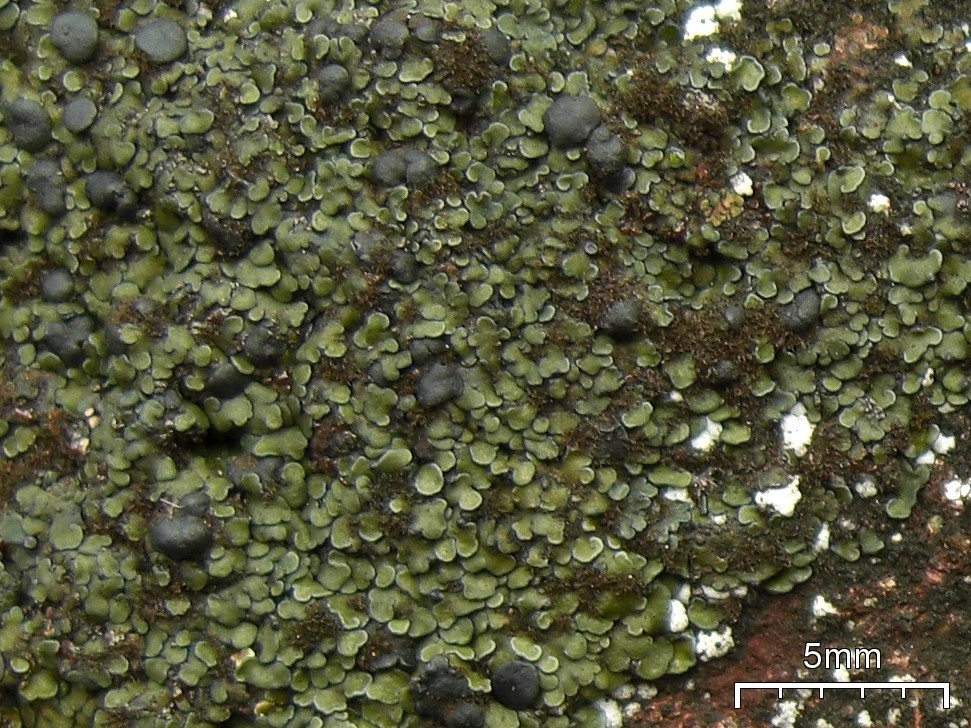